# CIVO United
CIVO United Football Club (CIVO United) is een voetbalclub uit de hoofdstad van Malawi.
In 1987 werd de club kampioen van de Premier League (Malawi).

## Stadion
Het team speelt momenteel in het Civo Stadium dat door Chinezen volledig wordt verbouwd tot een hypermodern stadion met een capaciteit van 25.000 toeschouwers.